# Recinte emmurallat de Montblanc
El recinte emmurallat de Montblanc és format pel conjunt de torres, portals i muralles que envolten el nucli històric de la vila de Montblanc, a la comarca catalana de la Conca de Barberà. Està declarat com a bé cultural d'interès nacional: el recinte fortificat en la categoria de monument històric i el conjunt intramurs com a conjunt històric.

## Arquitectura

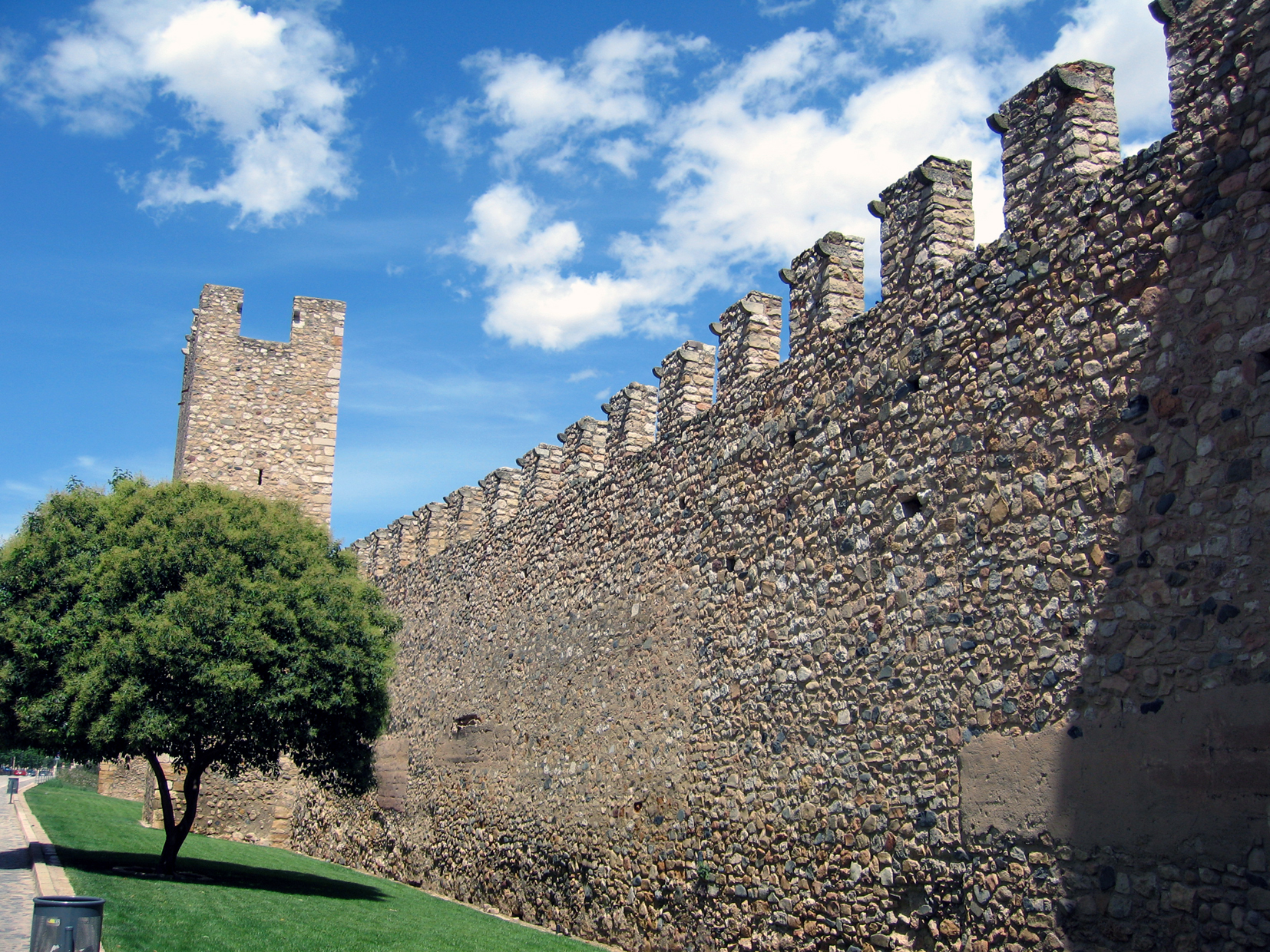
Muralla de Sant Jordi de Montblanc

El recinte emmurallat de Montblanc té un recorregut poligonal de 1500 metres format per un llenç emmerletat d'1,5 metres de gruix i uns 6 metres d'alçària, amb 31 torres també emmerletades de 16 a 20 metres d'alçada. Interiorment hi ha un pas de ronda que travessa les torres i dona la volta al recinte. Exteriorment hi havia parts protegides per fossats. Les torres tenen tres cares -les exteriors- i dos pisos practicables amb escales de fusta. A la part exterior dels merlets hi ha permòdols que aguantaven mantellets de fusta que protegien els defensors.
El conjunt tenia quatre portals corresponents a les principals vies de confluència a Montblanc: el de Sant Antoni (o Santa Anna), camí de Lleida; el de Sant Francesc, camí de Tarragona; el de Sant Jordi, camí de Prades; i el de Bover, camí de Prenafeta. Posteriorment el castlà n'obrí un de particular al seu hort: el portal de Barcelona. Aquestes portes s'obren en el nucli prismàtic d'una torre -a diferència d'aquell altre tipus que està flanquejat per dues torres- i es protegien amb matacans. Són obrades amb paret de maçoneria i tàpia o amb encofrat de morter, excepte els elements angulars que són de pedra ben treballada.

### Torres
L'alçada mitjana de les torres és de 16 metres sobre el nivell de terra (sense comptar la fossa circumdant que hi havia). La distància entre torres no és igual en els diversos trams de muralla, segurament per raons estratègiques.
Actualment es poden apreciar un total de vint-i-cinc torres de defensa. El nombre de torres que inicialment hi havia és un misteri; tradicionalment se'n comptaven trenta-quatre. Darrerament però, diversos estudis han determinat que no poden haver-hi nou torres amagades per edificacions posteriors o enrunades, deixant el nombre total en trenta-una torres. L'estudi més recent, de Josep Maria Jàvega, acaba el recompte amb un total de vint-i-vuit.
Les torres són de base rectangular i només tenien tres cares, ja que la part interior quedava oberta. Actualment n'hi ha diverses que tenen les quatre cares tancades per aprofitar l'interior com a local tancat. Interiorment, s'accedeix als pisos superiors per escales de fusta o de ferro adossades a la paret. Cal destacar dues torres amb característiques pròpies:

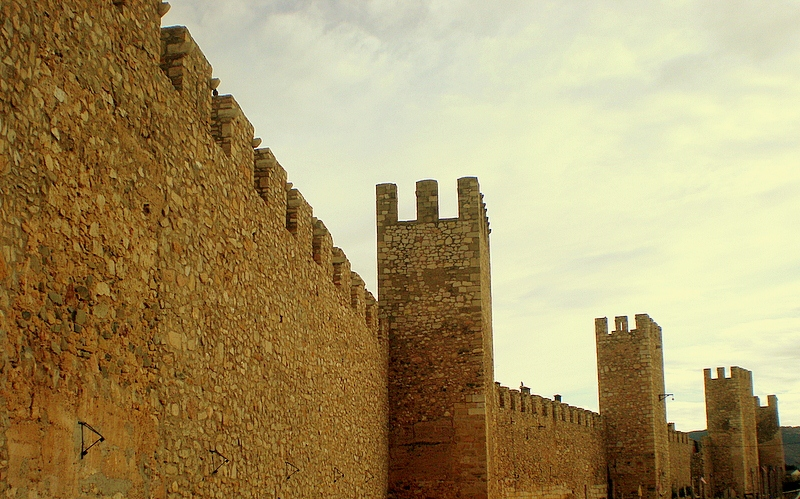
recinte emmurellat

- recinte emmurellatLa Torre dels Cinc Cantons. Tal com indica el nom, és l'única torre que té base pentagonal i cinc cares, quatre de les quals de pedra. Està situada a l'extrem nord-est del recinte i permetia albirar bona part de la Conca de Barberà.
- La Torre-Portal de Bové que amb la Torre-Portal de Sant Jordi tenia les quatre cares tancades amb pedra i que, a diferència de les altres torres, té escales de pedra per accedir als pisos superiors. També són els únics que disposen de matacà de defensa.

Totes les torres estan coronades per merlets i es desconeix si antigament disposaven d'una cobertura superior a l'estil de les torres de les muralles centreeuropees.

### Portals

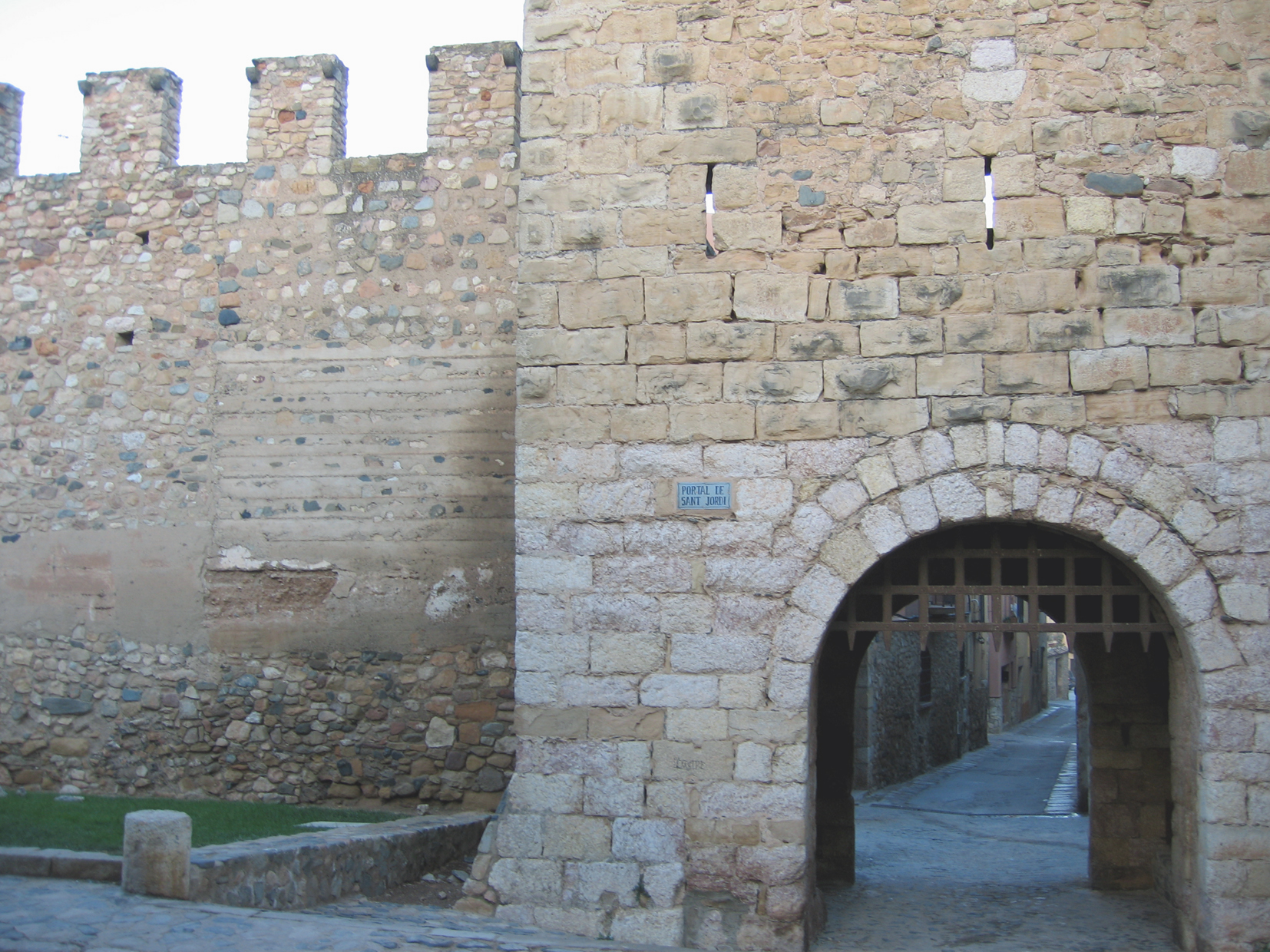
Portal de Sant Jordi

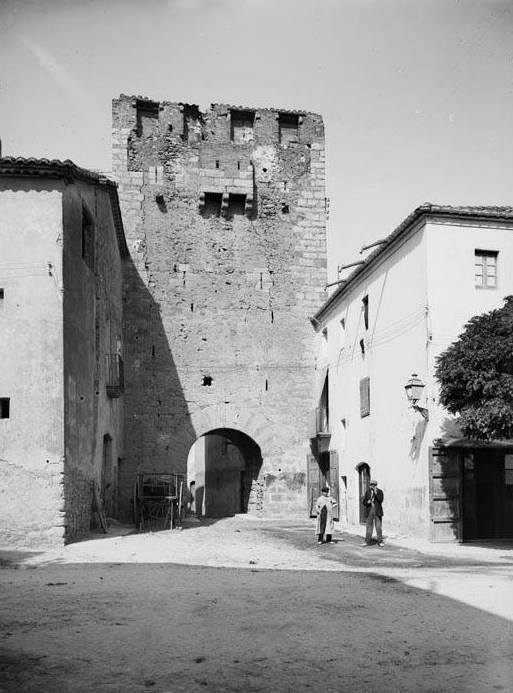
El portal de Bové en una imatge d'entre 1890 i 1910

En un primer moment, el clos emmurallat disposava de quatre portals, dos oberts al pany de muralla (portals de Sant Francesc i de Sant Antoni) i dos oberts a la respectiva torre (portals de Bové i de Sant Jordi). Posteriorment, fou obert un cinquè portal per a ús particular i exclusiu del Castlà de la Vila (portal de Barcelona).
Els portals de Sant Jordi i de Bové es tancaven mitjançant portes que s'elevaven per permetre el pas, mentre que els portals de Sant Antoni, del Castlà i de Sant Francesc tenien portes amb suports laterals.
Així doncs, els portals del recinte emmurallat de Montblanc són:
- Portal de St. Francesc (Enderrocat). Situat al nord del recinte, juntament amb la veïna Torre de Sant Francesc protegia l'entrada de la Vila pel Camí Ral de Tarragona. El nom li ve per l'Església i Convent de Sant Francesc, situats a escassos metres.
- Portal de Sant Jordi. Obert a la torre del mateix nom, era la sortida del camí que comunicava amb les Muntanyes de Prades. Segons la tradició, al davant del portal, Sant Jordi hi matà el drac -d'ací el nom-. Per la Diada de Sant Jordi s'hi celebren multitud d'actes de la Setmana Medieval de Montblanc.
- Portal de Sant Antoni. Aquesta porta reconstruïda a mitjans dels anys 90, protegia l'entrada de la Vila pel Camí Ral de Poblet i Lleida.
- Portal de Bové. Era la porta més ben defensable de tot el clos emmurallat, ja que fou obert a la torre fortificada homònima. Protegia l'entrada des de la planura que s'estén als peus del Turó del Pla de Santa Bàrbara -que donà nom a la Vila-.
- Portal de Barcelona, conegut popularment com a Portal del Castlà. Porta privada del castlà, ho recorda a tota hora un gran escut de Montblanc esculpit a la dovella central. S'anomena del Castlà pel propietari del portal durant molts segles i de Barcelona perquè era la porta per on entraven els comte-reis de la Corona d'Aragó.

Altres accessos al nucli antic de Montblanc, diferents que els esmentats portals tradicionals, són:
- Portalet de Sant Marçal o Portalet de la Serra. Obert a la muralla per permetre el pas del Riu Regina, que transcorre pel bell mig de Montblanc. Aquest riu, anomenat popularment el Riuot, és un torrent que només baixa quan plou, per aquest motiu, el portalet de la Serra és utilitzat com a zona de pas per vianants i vehicles.
- Portalet del Foradot. Situat a la zona més alta del clos emmurallat, es va obrir un portal per permetre l'accés durant la rehabilitació d'aquest tram de muralla, que s'havia enfonsat -d'ací el nom-.

### Interior
El Conjunt històric de Montblanc és el conjunt que hi ha dins de les muralles del municipi de Montblanc (Conca de Barberà), una obra declarada bé cultural d'interès nacional. Montblanc també comprèn els agregats de Rojals, Lilla, La Guàrdia dels Prats i Prenafeta.

## Història

### Construcció

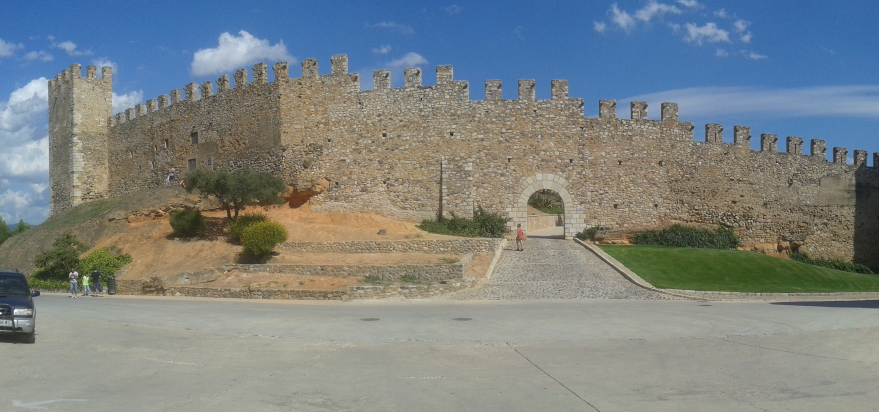
Vista exterior

Pere Berenguer de Vilafranca portà a terme la repoblació a instàncies del comte Ramon Berenguer IV, del poblet de Duesaigües. L'any 1155 se li cedí la vegueria i la batllia del lloc i ordenà un altre nom, Vila-Salvà. El mateix any es va donar la carta de poblament.
Poc després de la fundació de Montblanc, el 1163, va iniciar-se la construcció d'un primer recinte emmurallat que protegia un petit castell situat al Pla de Santa Bàrbara. L'expansió de la població va fer insuficient aquest clos però no fou fins al regnat de Pere el Cerimoniós (1336-1387) quan va iniciar-se la construcció de l'actual recinte emmurallat. Hi residia una comunitat jueva important, amb dues sinagogues. El punt àlgid de la vila s'assolí al segle xiv, es feren moltes construccions i se celebraren diverses corts Generals de Catalunya. Important en els moviments bèl·lics degut al recinte emmurallat.
La muralla la feu construir Pere el Cerimoniós a mitjans del s. XIV en temps de perill contra Pedro el Cruel de Castella. La construcció fou supervisada, per encàrrec reial, pel Comanador de la casa de l'Hospital de Barberà, fra Fra Guillem de Guimerà. El rei Pere va donar l'ordre de fortificar diverses ciutats de Catalunya (Lleida, Tàrrega, el Monestir de Poblet, Cervera, Barcelona, Tossa de Mar, Girona i Montblanc).
Durant la construcció, el gener de 1366, acamparen prop de la Vila les Companyies Blanques franceses de Bertrand du Guesclin que anaven a intervenir en la Guerra dels dos Peres. Durant la seva estada a Montblanc, van rebre la visita del Comte Enric de Trastàmara, futur Enric II de Castella. Un edicte del monarca datat el 19 de febrer de 1367 obligava als veïns de dins la dita Vegueria [de Montblanc] constituïts que haien acostumat de recollir-se ab lur bens dins la dita Vila de Montblanc e qui no haien Castell ne fortalea en la qual puxen defendre ab lurs bens a pagar quatre sous cada sis mesos.

### Plaça forta

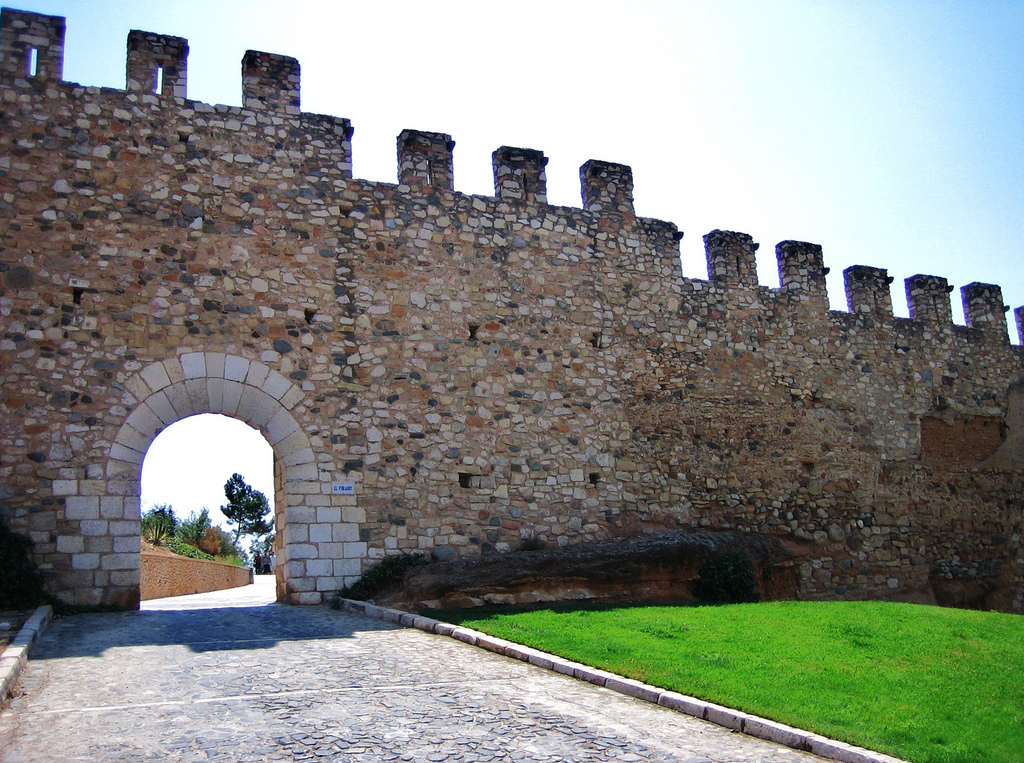
Vista exterior

Acabades les obres, s'excava un fossat al voltant de la muralla —excepte en el Baluard, tram situat entre el Portal de Sant Antoni i el Portalet de la Serra. Amb tot però, l'última actuació a les muralles fou el 1396. Quedaren fora del recinte els convents de La Serra, de la Mercè i de Sant Francesc
No havien passat ni cent anys de la construcció quan les muralles foren testimonis —sinó actors—- de la guerra civil catalana (1462-1472) que afectà greument la Vila. Entre els anys 1462 i 1466 s'hi produïren una sèrie de batalles a les muralles de Montblanc entre tropes de Joan el Gran i del Consell del Principat.
Després de la guerra, el 1470 es va autoritzar de construir un castell més fortificat a Montblanc així com engrandir el clos emmurallat. L'obra però, no va arribar a fer-se realitat mai.
La fi del clos montblanquí la signà, però, el general castellà Juan de Pallaviccino el juliol de 1651; durant la Guerra dels Segadors (1640-1652), Montblanc va patir diversos episodis cruents (vegeu La General Crema) que van culminar amb un setge, per part de les tropes, que significaria l'espoli i saqueig de la població. El general Pallaviccino ordena bombardejar la façana de l'església de Santa Maria la Major i enderrocar diversos trams de muralla, torres fortificades i portals de Montblanc per treure el qualificatiu de plaça forta a la Vila.

### Edat Moderna
Al segle xviii, el nou règim instal·lat a Catalunya va decidir la demolició de diversos castells catalans així com places fortes. En el cas de Montblanc, es va decidir alienar la muralla; els fossats van ser cedits per a pastures i es va vendre diversos trams de muralles per a l'edificació de cases particulars, començant el 1744 per la cessió del Portal de Bové. Començà així un lent procés d'ocultament de les muralles que va antènyer el zenit al segle xix, quan la pràctica totalitat del clos emmurallat era invisible als ulls dels veïns, gent —sovint molt pobra— que per altra banda es veia molt afavorida per la cessió de solars per edificar-hi cases.
A la segona meitat del segle xix, les necessitats modernes obligaren a enderrocar els portals de Sant Francesc i Sant Antoni, així com obrir el del Castlà (que havia estat tapiat diversos segles) per permetre l'accés dels carros de comerciants.
L'any 1921 canviaria per sempre la història del recinte emmurallat montblanquí; en aquella data Josep Rendé i la seva esposa cediren a la Mancomunitat de Catalunya la Torre-Portal de Bové. Comença així l'època contemporània del recinte que rebé un impuls importantíssim quan es declarà el centre històric de Montblanc Conjunt Monumental i Artístic el 1947, des de llavors, començà la tasca d'alliberament de les muralles amb l'eliminació de les construccions afegides i la restauració d'alguns trams deteriorats.
Al començar el segle xxi, més d'1 km de perímetre murat era perfectament visible per a satisfacció de convilatans i turistes.